# Tribulus incanus
Tribulus incanus är en pockenholtsväxtart som beskrevs av H.A. Hosni. Tribulus incanus ingår i släktet tiggarnötter, och familjen pockenholtsväxter. Inga underarter finns listade i Catalogue of Life.